# Urtica trichantha
Urtica trichantha är en nässelväxtart som först beskrevs av Hugh Algernon Weddell, och fick sitt nu gällande namn av Acevedo och Navas. Urtica trichantha ingår i släktet nässlor, och familjen nässelväxter. Inga underarter finns listade i Catalogue of Life.